# Cmentarz żydowski w Inowłodzu
Cmentarz żydowski w Inowłodzu – kirkut został założony około 1820, zajmuje powierzchnię 0,7 ha, na której zachowało się około siedemdziesięciu nagrobków. Najstarszy pochodzi z 1831.